# Susanne un jour

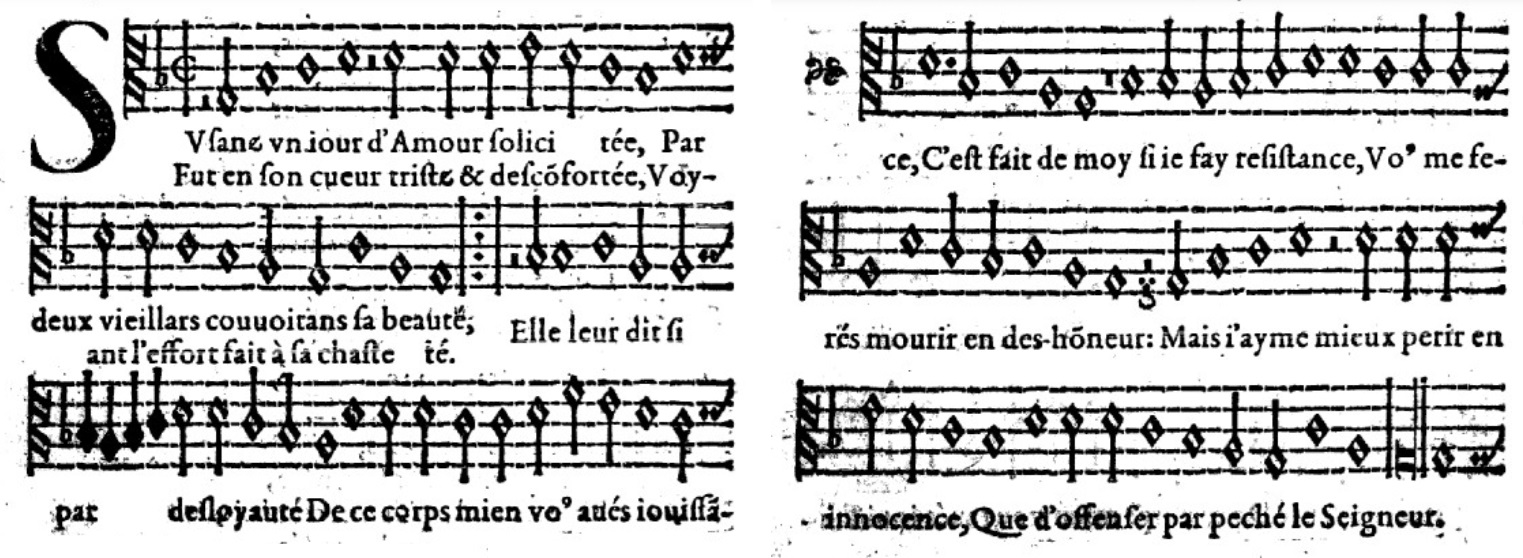
Susanne un jour, tenorstem (melodie), 1548

Susanne un jour is een gedicht van de Franse dichter Guillaume Guéroult (1507–1569) dat door veel componisten op muziek is gezet.

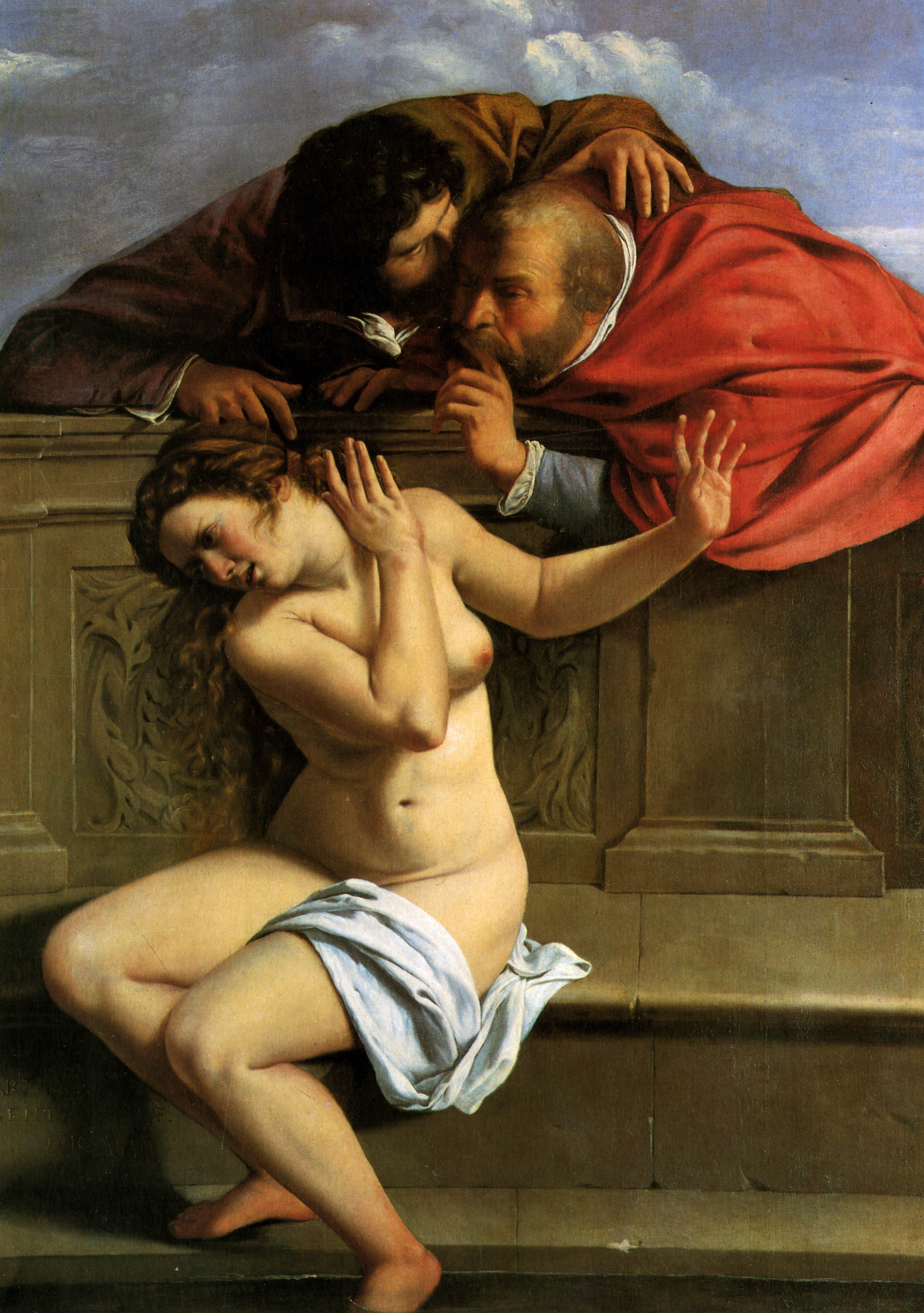
Susanna ei vecchioni (Susanna en de oude mannen) van Artemisia Gentileschi

Het tienregelige gedicht (een 'dizain') vertelt het bijbelse verhaal van Susanna, dat voorkomt in het boek Daniël in het Oude Testament. In dit verhaal wordt Susanna tijdens het baden bespied door twee oude mannen, tevens rechters. Als deze haar tot seks willen dwingen, begint ze luit te roepen. De mannen verklaren dan dat ze haar betrapt hebben tijdens overspel met een jonge minnaar. Het verhaal is een geliefde thema in kunst en literatuur in de Renaissance. 
Het gedicht beschrijft de deugd en moed van Susanna, die weigert toe te geven aan de wellust van de mannen, hoewel ze daarmee haar leven riskeert.

## Tekst
De tekst van het Franse gedicht (met een vrije Nederlandse vertaling):
| Suzanne un jour d’amour sollicitée Par deux vieillards convoitant sa beauté Fut en son cœur triste et déconfortée Voyant l’effort fait à sa chasteté. Elle leur dit : si par déloyauté De ce corps mien vous avez jouissance, C’est fait de moi ! Si je fais résistance, Vous me ferez mourir en déshonneur : Mais j’aime mieux périr en innocence Que d’offenser par péché le Seigneur. | Suzanne, op een dag om liefde gevraagd door twee grijsaards die haar schoonheid begeerden. werd diep bedroefd en verontrust toen ze de aanval zag op haar kuisheid. Ze zei tegen hen: Als door ontrouw jullie plezier vinden in dit lichaam van mij, dan is het afgelopen met mij! Als ik me verzet, zullen jullie me in schande laten sterven: Maar ik sterf liever in onschuld dan dat ik door een zonde de HEER kwets. |

## Toonzettingen
De in Lyon actieve  componist Didier Lupi Second (geboren rond 1520, waarschijnlijk in Lucca; overleden na 1559), publiceerde in 1548 samen met Guéroult een bundel Chansons Spirituelles (geestelijke liederen),  de eerste belangrijke bundeling van meerstemmig muziekstukken in dit genre door een protestant. In deze bundel is ook Susanne un jour opgenomen, een compositie die veel latere componisten inspireerde tot een bewerking ervan.
Lupi's vierstemmige zetting  werd door talloze componisten overgenomen als harmonisch model, waarbij de arrangementen wedijverden in contrapuntisch en expressief vernuft. Bekende bewerkingen zijn die van Orlando di Lasso (5-stemmig madrigaal), Jan Pieterszoon Sweelinck,  Claude Le Jeune  en vele andere belangrijke componisten. Deze toonzettingen zijn uitstekende voorbeelden van hoe de muziek de literaire en religieuze thema's van die tijd weerspiegelt en versterkt.
Enkele bewerkers van dit lied waren:
- Ferrabosco sr.
- Giovanni Gabrieli
- Paschal de l’Estocart:
- Orlando di Lasso
- Claude Lejeune
- Didier Lupi II
- Jan Pzn Sweelinck